# Lávka na Rybářích
Lávka na Rybářích, nebo lávka v Rybářích, je ocelová lávka pro pěší a cyklisty vedoucí přes řeku Bečva ve vesnici Rybáře v části Hranice V-Rybáře v okrese Přerov. Geograficky se také nachází v Bečevské bráně v Olomouckém kraji na Moravě.

## Historie a popis
Lávka v Rybářích je oblouková visutá lávka, která byla postavena v roce 1998 ve výšce cca 4,5 m nad hladinou řeky. Mostovka je na obloucích zavěšena pomocí lan. Z lávky, která je jediným přechodem přes řeku ve vesnici, je také dobrý výhled na řeku i okolní krajinu. Historicky zde byly nejprve 2 lávky, ale vždy je zničily povodně. Lávka tak byla nahrazena přívozem, který fungoval až do konce 50. let 20. stol. Po velkých povodních na Moravě v r. 1997, kdy byla opět povodní zničena další lávka, se začalo uvažovat o stavbě současné lávky, na jejíž stavbu finančně přispělo také nizozemské partnerské město Hranic, kterým je Voorburg. V roce 2015 byla lávka renovována.

## Další informace
K lávce vede několik cyklostezek a turistických tras, např. cyklostezka Bečva aj.

## Galerie

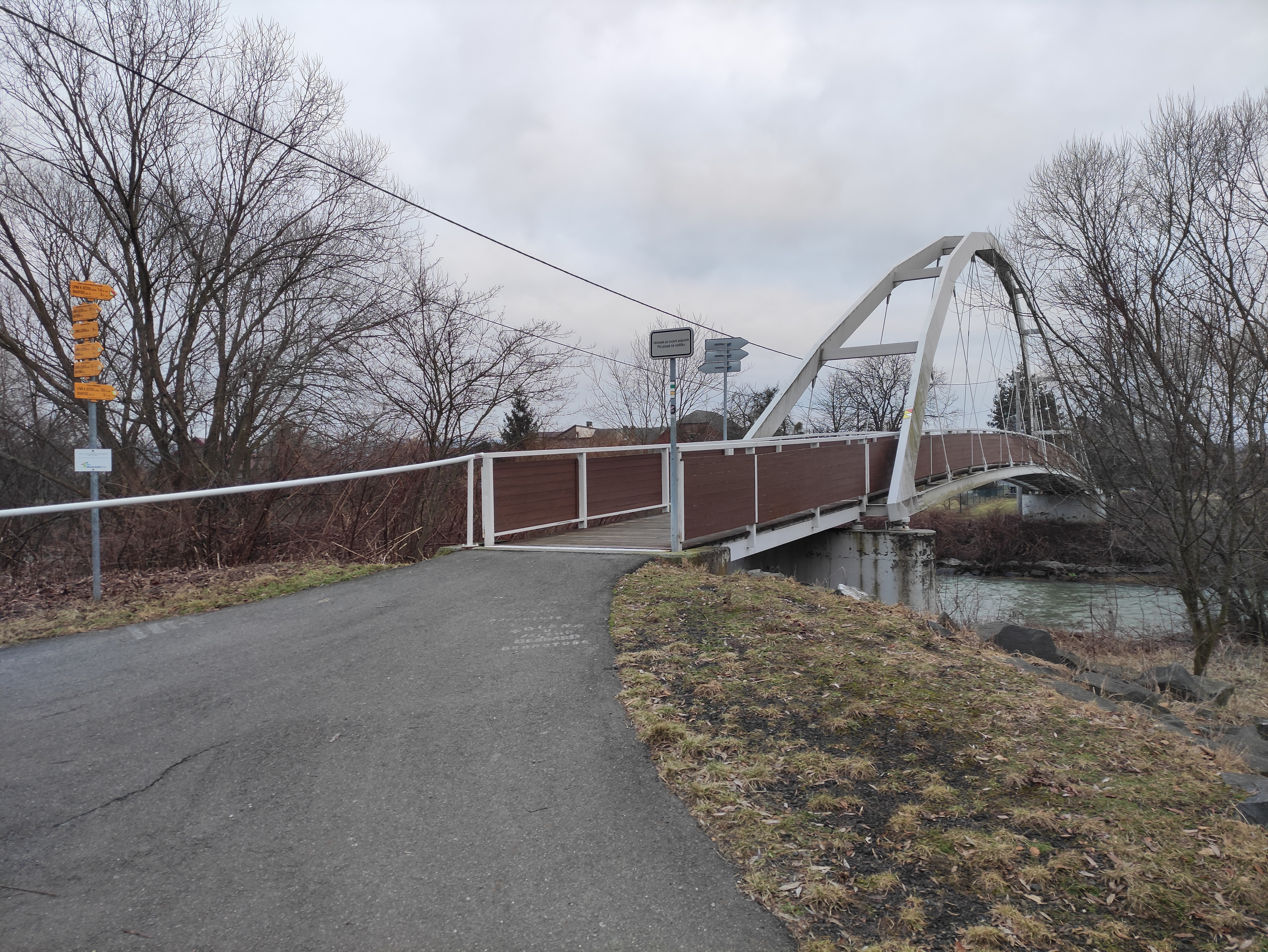
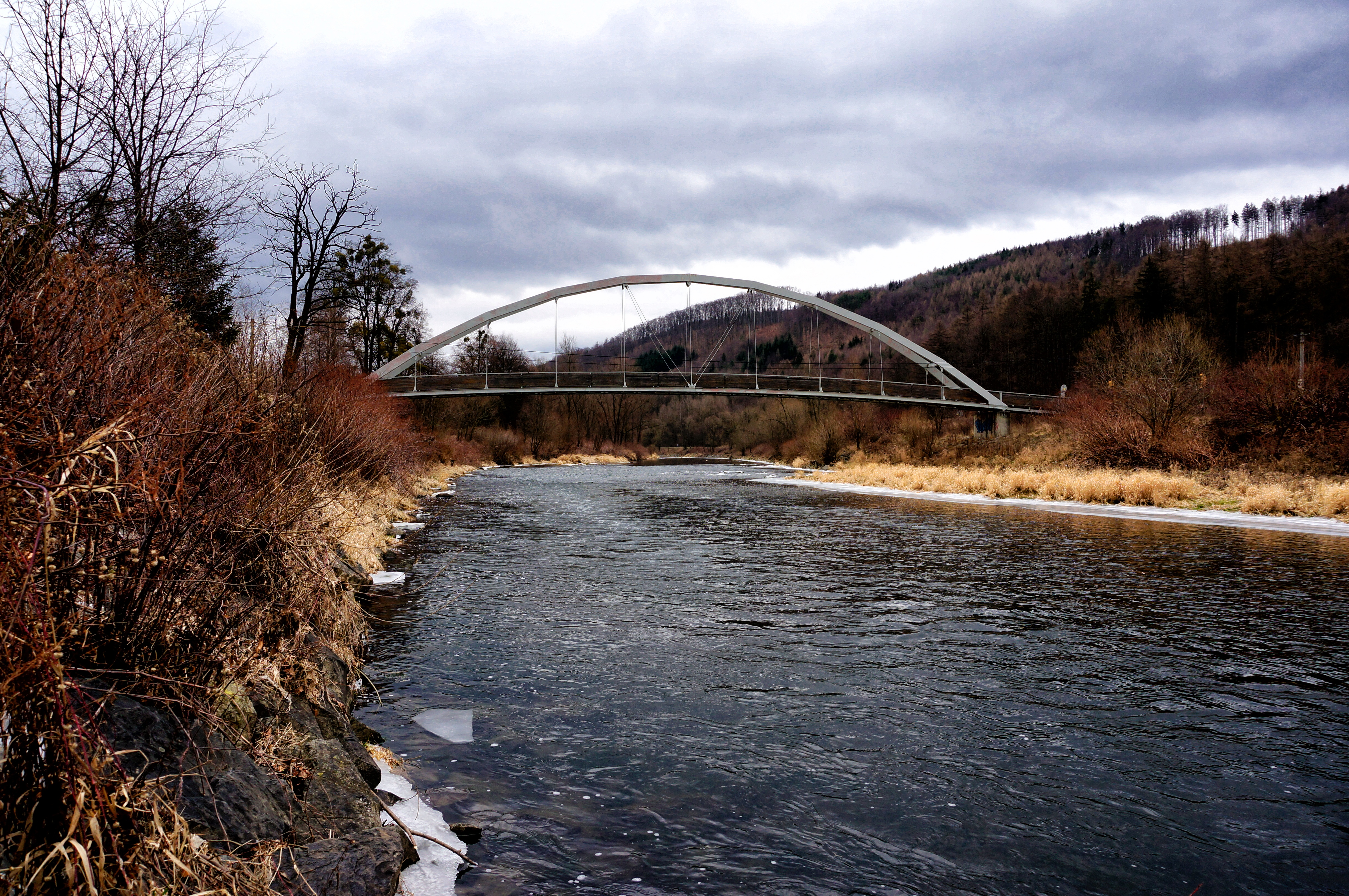